# Episodi di Capitan Onedin (prima stagione)
La prima stagione della serie televisiva Capitan Onedin è stata trasmessa in anteprima nel Regno Unito dalla BBC One tra il 15 ottobre 1971 e il 28 gennaio 1972.
| nº | Titolo originale            | Titolo italiano | Prima TV UK      | Prima TV Italia |
| -- | --------------------------- | --------------- | ---------------- | --------------- |
| 1  | The Wind Blows Free         |                 | 15 ottobre 1971  |                 |
| 2  | Plain Salling               |                 | 22 ottobre 1971  |                 |
| 3  | Other Points of the Compass |                 | 29 ottobre 1971  |                 |
| 4  | The High Price              |                 | 5 novembre 1971  |                 |
| 5  | Catch as Can                |                 | 12 novembre 1971 |                 |
| 6  | Salvage                     |                 | 19 novembre 1971 |                 |
| 7  | Passage to Pernambuco       |                 | 26 novembre 1971 |                 |
| 8  | Homecoming                  |                 | 3 dicembre 1971  |                 |
| 9  | When My Ship Comes In       |                 | 10 dicembre 1971 |                 |
| 10 | A Very Important Passenger  |                 | 17 dicembre 1971 |                 |
| 11 | Mutiny                      |                 | 24 dicembre 1971 |                 |
| 12 | Cry of the Blackbird        |                 | 7 gennaio 1972   |                 |
| 13 | Shadow of Doubt             |                 | 14 gennaio 1972  |                 |
| 14 | Blockade                    |                 | 21 gennaio 1972  |                 |
| 15 | Winner Take All             |                 | 28 gennaio 1972  |                 |